# Kultura komórkowa
Kultura komórkowa, hodowla komórkowa – hodowla komórek prowadzona in vitro w ściśle określonych warunkach.
W praktyce termin „kultura komórkowa” odnosi się do hodowli komórek pozyskanych z wielokomórkowych eukariotów, zwłaszcza komórek zwierzęcych. Można jednak wyróżnić również kultury komórek roślinnych, mikroorganizmów czy hodowle wirusów (w komórkach).
Zagadnienia związane z kulturami komórkowymi są ściśle związane z:
- kulturami tkankowymi – hodowla całych tkanek, na przykład naskórka
- hodowlami narządowymi – hodowle trójwymiarowe tkanek[2]
- kokulturami organotypowymi – hodowla komórek kilku linii[2] w celu konstrukcji modeli komórkowych wykazujących jak najwięcej właściwości narządu, z których zostały wyprowadzone[3].

## Specyfika kultur in vitro
Kultury pozyskane bezpośrednio z organizmu nazywa się „kulturami pierwotnymi”. Po rozcieńczeniu i przeniesieniu do naczyń hodowlanych (pasażowaniu) stają się linią komórkową. Zwykle po trzecim pasażu linia komórkowa staje się stabilna, tzn. komórki mają określone tempo namnażania. Przy wyprowadzaniu linii dokonuje się selekcji poszczególnych typów komórek, a nawet ich klonów. Linie komórkowe, które zawierają jeden fenotyp nazywa się czystymi liniami komórkowymi. Jeśli pochodzą z pojedynczej komórki, nazywa się je klonalnymi liniami komórkowymi. Najprostszą metodą pozyskiwania takich linii jest rozcieńczanie inokulum w taki sposób, aby do naczyń hodowlanych wprowadzić pojedyncze komórki.
Normalne, diploidalne linie komórkowe mogą wydać ograniczoną liczbę pokoleń (ograniczony okres przeżywania), zatem możliwa jest tylko określona liczba pasaży; zazwyczaj osiągają 20–80 podwojeń populacji. Linie wyprowadzone z komórek zarodków i komórek macierzystych żyją dłużej niż te pozyskane od dorosłego osobnika. Po pewnym czasie komórki obumierają lub ulegają transformacji (co wiąże się z aberracjami chromosomowymi), rosnąc jako linie nieśmiertelne. Są to tzw. linie ciągłe (zdolne do nieograniczonych podziałów), do których należą komórki nowotworowe). Najczęściej transformacja zdrowych komórek zachodzi w wyniku zbyt dużego zagęszczenia hodowli, ale wiele typów komórek wcale nie transformuje się w linie ciągłe.
Nieśmiertelne komórki – limfocyty B uzyskane z mysiej śledziony immunizowanej określonym antygenem – można uzyskać przez fuzję z komórkami nowotworowymi szpiczaka. W ten sposób wytwarza się przeciwciała monoklonalne.
Linie komórkowe mogą rosnąć jako: 
- kultury adherentne – komórki przylegają do powierzchni naczynia hodowlanego i namnażają się w monowarstwie[7]. Wymagają pasażowania, kiedy hodowla staje się konfluentna, tzn. komórki pokrywają całą powierzchnię naczynia i w coraz większym zagęszczeniu występują zawieszone w pożywce. Podczas pasażowania wiąże się jony wapnia i magnezu (np. przez EDTA), które uczestniczą w wiązaniu się komórek do podłoża oraz trawi się białka, dzięki którym komórki są przyczepione do podłoża. Stosuje się w tym celu trypsynę przez krótki czas. Dodanie pożywki zawierającej inhibitor trypsyny przerywa jej działanie. Po liczeniu komórek rozdziela się zawiesinę do naczyń hodowlanych ze świeżą pożywką w odpowiedniej ilości. Początkowo okrągłe komórki znów rozpłaszczają się i przyczepiają do podłoża[8]. Do komórek adherentnych należy większość komórek zwierzęcych[5].
- kultury w zawiesine – komórki rosną wolno zawieszone w medium[7]. Kultury takie miesza się przez pipetowanie i odpowiednią ilość pożywki z zawieszonymi komórkami rozcieńcza się w świeżej pożywce[8][9]. Aby pozbyć się zużytej pożywki, należy odwirować komórki[9]. Po usunięciu supernatantu komórki zawiesza się w świeżej pożywce[8]. Do komórek rosnących w zawiesinie należą komórki hemopoetyczne[5].

Komórki hodowane w jednej warstwie są pozbawione przestrzennej struktury, brak jest specyficznych interakcji komórek, które spotyka się w organizmach. Rosnąc w monokulturze, nie mają kontaktu z różnymi bodźcami, które są generowane przez złożone środowiska tkanek i narządów. Komórki hodowane jako polimorficzna zawiesina lub w kokulturze (2 i więcej różnych typów komórek) często organizują się podobnie jak w warunkach in vivo. W przypadku dłuższych hodowli, ostatecznie przeżywają tylko 1–2 typy komórek, przez co zanika wiele interakcji. 
Metabolizm komórek in vitro zachodzi głównie na drodze glikolizy, a rola cyklu Krebsa jest mniejsza.
Ponadto można wyróżnić:
- hodowle na mikronośnikach – komórki rosną na kulkach dekstranowych, żelatynowych, szklanych lub plastikowych, dzięki czemu osiąga się bardzo dużą powierzchnię wzrostu w małej objętości pożywki[11];
- sferyczne agregaty komórkowe (sferoidy) – komórki rosną w skupiskach w warunkach uniemożliwiających przyczepienie się ich do podłoża (np. hodowle rotacyjne, hodowle na podłożu nieadhezyjnym). Sferoid nie stanowi kolonii, bo nie powstaje przez podział pojedynczej komórki[12].

## Warunki hodowli
W hodowli komórek stosuje się inkubatory CO
2, w których kontrolowana jest temperatura, stężenie CO
2 i wilgotność. Zazwyczaj stężenie CO
2 wewnątrz komory inkubatora wynosi 5%. Dla komórek ssaków optymalną temperaturą wzrostu jest 37 °C, ale ze względu na to, że wyższa temperatura jest bardzo szkodliwa, dla bezpieczeństwa ustawia się temperaturę ok. 36,5 °C. Komórki skóry i jąder hoduje się w nieco niższym zakresie temperatur (34–36 °C). Komórki ptaków najlepiej rosną w temperaturze ok. 39 °C. Komórki zwierząt zmiennocieplnych hodowane są w temperaturze pokojowej lub w inkubatorach chłodzonych wodą. Stałą wilgotność zapewnia taca na dnie inkubatora wypełniona dejonizowaną, jałową wodą z dodatkiem substancji hamujących rozwój mikroorganizmów takich jak grzyby czy glony. Praca z komórkami odbywa się w komorze laminarnej, aby zapobiec zakażeniom.
Zazwyczaj jako naczynia hodowlane używa się używa się naczyń płaskodennych, najczęściej plastikowych o powierzchni 25, 75, 175 lub 225 cm2.
Hodowla komórek in vitro pozwala na ścisłą kontrolę warunków środowiska, możliwość bezpośredniego eksperymentowania na komórkach, powtarzalność wyników hodowli, a koszt badań in vitro jest znacznie niższy niż tych przeprowadzanych na zwierzętach. Jednak systemy te mają również ograniczenia, m.in. konieczność zapewnienia ściśle sterylnych warunków (zakażające bakterie, drożdże, grzyby namnażają się w szybszym tempie), znacznie uproszczenie modeli komórkowych w porównaniu z tymi in vivo, duże koszty w przypadku masowego namnażania komórek oraz niestabilność genetyczna.
Pożywki hodowlane można podzielić na:
- naturalne – dziś rzadziej stosowane, bo ich skład nie jest do końca znany; są to przykładowo limfa, osocze krwi, wyciąg zarodkowy, surowica.
- sztuczne – o określonym składzie chemicznym[16].

Do podstawowych pożywek do hodowli komórek zalicza się RPMI, Iscoves, Dulbecos. Najważniejszymi ich składnikami są węglowodany jako źródło energii (glukoza, fruktoza, galaktoza), aminokwasy (zwłaszcza te, których komórka nie jest w stanie  wyprodukować), witaminy (zwłaszcza z grupy B), hormony i czynniki wzrostu, białka i peptydy (np. fibronektyna, albumina, transferryna), kwasy tłuszczowe, lipidy i cholesterol, mikroelementy. Często stosuje się również antybiotyki oraz środki przeciw mykoplazmie.
Bydlęca surowica płodowa zawiera substancje zwiększające przeżywalność oraz wzrost niemal wszystkich rodzajów komórek, m.in. czynniki wzrostu, hormony, czynniki adhezyjne (poprawiają przyleganie komórek, np. fibronektyna, laminina, kolageny), białka nośnikowe (albuminy, transferyna, gamma-globuliny), inhibitory proteaz. Poza tym surowica neutralizuje toksyczne substancje (np. metale ciężkie, proteazy, endotoksyny), zapobiega zmianom środowiska (np. zmianie pH). Opracowuje się również pożywki bez surowicy, na których jeszcze do niedawna komórki rozwijały się słabo lub wcale nie wykazywały wzrostu. Na takich pożywkach wzrost komórek jest wolniejszy i uzyskuje się mniej generacji komórek.
Stosowanie surowicy ma pewne wady:
- może ona być źródłem zakażenia mykoplazmą lub wirusami, może zawierać toksyczne substancje
- może wprowadzać obce białka, z których trzeba potem oczyszczać produkty z hodowli komórek (np. przy produkcji biofarmaceutyków)
- różne serie mogą zawierać różne stężenia składników
- może zawierać swoiste przeciwciała
- jej składniki mogą oddziaływać w różny sposób na różne komórki[19].

W celu masowego namnażania komórek stosuje się bioreaktory z mieszaniem mechanicznym bądź pneumatycznym. W taki sposób można również hodować komórki rosnące na mikronośnikach.

## Zastosowanie kultur in vitro
Hodowle komórkowe stosuje się m.in. do następujących celów:
- badanie biologii komórek, ich różnicowania się, genomów[5]
- produkcja szczepionek[12]
- produkcja przeciwciał monoklonalnych[12]
- produkcja enzymów, innych związków organicznych[5]
- badania toksykologiczne[5][21], dermatologiczne, medyczne (np. badanie działania leków)[5]
- hodowla wirusów
- analiza kariotypu
- terapia genowa[22].